# یاکول پیل
یاکول پیل (انگلیسی: Jakob Piil؛ زادهٔ ۹ مارس ۱۹۷۳) دوچرخه‌سوار اهل دانمارک است.